# Invisible (U-Boot)
Die Invisible (spanisch invisible = unsichtbar) war ein chilenisches U-Boot, das vom deutschen Einwanderer und Konstrukteur Gustav Heyermann entworfen wurde. Er wurde vom chilenischen Präsidenten José Joaquín Pérez während des Spanisch-Südamerikanischen Krieges dazu beauftragt, ein U-Boot zu bauen, um die Kriegsflotte im Hafen von Valparaíso zu schützen.

## Beschreibung
Die Invisible hatte die Form eines verlängerten Rotationsellipsoid, war 9,14 m lang und hatte einen Durchmesser von 1,68 m. Die Fortbewegung erfolgte mittels Riemen, deren drei jeweils an einer Seite angebracht waren und mit Muskelkraft angetrieben wurden. Zum Tauchen verfügte es über einen Ballasttank, der zum Tauchen mit Wasser gefüllt werden konnte. Ein flexibler Schlauch diente als Schnorchel zur Versorgung mit Frischluft. An der Unterseite gab es eine Metallplatte, die im Notfall abgeworfen werden konnte, um schnell wieder aufzutauchen. Als Bewaffnung wurden zwei Seeminen mitgeführt, die mit Ketten am U-Boot befestigt waren, an Schiffen angebracht werden konnten und mittels Zeitzünder zur Detonation gebracht wurden.
Die Kiellegung erfolgte im Oktober 1865 und der Stapellauf im Dezember desselben Jahres. Im Januar 1866 transportierte man das U-Boot nach Valparaíso. Da es jedoch zu gefährlich war, das U-Boot zu testen, während der Hafen von den Spaniern blockiert wurde, überlegte man eine Verlegung nach Quintero. Doch dieser Hafen wurde inzwischen von den Spaniern bombardiert. Am 20. April 1866, nachdem die Spanier von Valparaíso abgezogen waren, führte man einen ersten Test durch. Das U-Boot lag sehr instabil im Wasser und als man etwa 11 m untergetaucht war, drang Wasser ein. Zwei der drei Pumpen fielen aus und so konnte man nur sehr langsam wieder auftauchen. Die Invisible wurde schließlich im Hafen angelegt. Am nächsten Tag stellte man fest, dass das U-Boot gesunken war. Ob es sich hierbei um ein technisches Problem oder um Sabotage handelte, blieb ungewiss.